# Lenny Leonard
Pour les articles homonymes, voir Lenny.
Lenford Leonard dit Lenny, est un personnage secondaire récurrent de la série animée télévisée Les Simpson. Il incarne un collègue d'Homer Simpson sur son lieu de travail à la centrale nucléaire de Springfield.

## Biographie
Son prénom est Lenford et son meilleur ami s'appelle Carl Carlson. Lenny vient de Chicago. C'est un vétéran du Vietnam, et son père a été tué au combat (sans doute durant la Seconde Guerre mondiale ou la guerre de Corée).
Il est célibataire, mais on apprend dans un épisode que Carl a chanté à son mariage, et dans un épisode Lenny prétend qu'il ne veut pas sortir et qu'il préfère regarder le match alors qu'on le voit à genoux en train de raser les jambes d'une femme qui l'insulte par ce qu'il ne le faisait pas correctement. On suppose qu'il s'agissait de sa femme et on peut donc supposer qu'il est divorcé. Bouddhiste, souvent décrit comme simple spectateur de la vie, et, bien que possédant une maîtrise, il est indéniablement crétin et parle d'une voix nasillarde. Il est âgé d'environ 35 ans et fréquente assidûment la Taverne de Moe. On apprend dans l'épisode Le cowboy des rues que Staline a envoyé sa grand-mère dans un camp de travail pendant 20 ans ce qui pourrait indiquer des origines russes. Il est laissé pour mort plusieurs fois au cours de la série, comme quand Homer lui roule dessus avec sa voiture, ou quand le Serpent lui tire une balle dans la tête...

### Vie professionnelle
Lenny est le collègue d'Homer Simpson et de Carl à la centrale nucléaire. Le seul grand événement de ce côté-ci est sa brève direction de la centrale, décrite comme « despotique » par Smithers. Ascension pour le moins incompréhensible pour un professeur de chimie titulaire d'une maitrise en physique nucléaire, diplôme commun à son compère Carl Carlson, un afro-américain dont il ne se sépare jamais.

## Relations avec les autres personnages
La famille Simpson voue un culte à ce personnage. En effet, Homer possède une photo dédicacée par Lenny sur sa table de contrôle à la centrale ; quant à Marge, elle a pour lui une obsession et possède ainsi plusieurs photos de ce sexe-symbole, dont une qu'elle garde en permanence dans ses cheveux. Elle a eu la peur de sa vie quand Homer lui a fait croire que Lenny avait été blessé dans un accident à la centrale (Homer voulait juste un alibi pour jouer au bowling). Il est assez étrange de constater que les enfants sont au moins aussi inquiets que leur mère. Lorsqu'Homer, raconte, à table, une blague venant de Lenny, toute la famille rigole.
Son amitié avec Carl Carlson est floue et alterne entre haine et passion. En effet, dans certains épisodes, Carl et Lenny ne se supportent pas et dans d'autres, leur amitié est flagrante et même un peu tendancieuse par certains côtés. Dans l'épisode Derrière les rires, on y apprend que Bart leur aurait donné 1000$ afin qu'ils s'embrassent, argent dont ils n'ont jamais vu la couleur. On apprend dans un gag du canapé que Lenny se marie avec Marge à la suite de la mort d'Homer en 2009, puis la quitte pour convoler en justes noces avec Carl en 2010. Dans l'épisode 19 de la saison 24, on peut également voir Lenny et Carl se tenant par la main dans la limousine qui les mène à Capital City. Sa sexualité est néanmoins ambiguë car dans l'épisode Les Experts ami-ami, Lenny explique qu'il aime embrasser les blondes.
Dans Mona de l'au-delà, on apprend qu'il est fâché avec sa mère, qui, elle, adore Carl et Moe.
On apprend également qu'il est ami avec Stephen Hawking, qui vient à son anniversaire.

## Divers
Lenny a eu un comportement héroïque pendant la guerre du Viêt Nam où il a été blessé à l'œil. Depuis ce jour, son œil ne doit en aucun cas entrer en contact avec du carton ou avec du pudding. Ce problème à l'œil est devenu un gag récurrent puisqu'on le retrouve dans de nombreux épisodes. 
On sait aussi qu'il a été acheté par le diabolique « comité de défense de l'œuf ». Il sert d'agent double pour le FBI et a été engagé pour suivre Homer. Il a également posé comme mannequin pour un très célèbre photographe dans The New Yorker et pour un livre de médecine. 
Lenny semble être sans domicile fixe ; il a cinq domiciles de niveau social diamétralement opposé entre vieille bicoque et loft luxueux en centre-ville (admirablement meublé, un des murs, entièrement en verre, est en fait l'extérieur d'un fronton de pelote basque), domiciles qu'il ne fréquente que très rarement préférant la taverne de Moe où il s'adonne à un de ses vices, l'alcool (les deux autres étant sa passion pour s'habiller en bébé et ses tendances d'obsédé sexuel). C'est peut-être la clé du succès de ses nouvelles d'horreurs qualifiées de très bonnes par Stephen King lui-même, genre qu'il affectionne puisqu'il a été acteur dans un film d'horreur Tuez-la encore. Dans Voyage au bout de la peur, il habite juste à côté du musée du timbre et gagne beaucoup d'argent avec son parking.
Il a été photographié par Richard Avedon pour le New Yorker dans Apu puni (épisode 19, saison 13)
Il est parfois président des États-Unis dans certains épisodes montrant le futur de la famille Simpson. Dans "Le vieil homme et Lisa" (épisode de la saison 8), il devient le gérant de la centrale nucléaire de Springfield par la force des choses et se comporte tel un tyran avec ses employés (Smithers : "Sachez que le règne despotique de Lenny est fini !").
Dans l'épisode Le mariage de Lisa, on observe qu'il est devenu cadre supérieur, ainsi que son meilleur ami Carl, contrairement à Homer qui occupe toujours le secteur 7G (sans doute à cause de son incompétence et de son intelligence extrêmement limitée).